# Amena Karimyan
Amena Karimyan (Herat, 1996) es una astrónoma afgana, activista por los derechos de las mujeres y pionera de la astronomía en su país. También es ingeniera civil y fundadora del Kayhana Astronomical Group, una organización que impulsa a las jóvenes y las mujeres en el campo de la astronomía. Fue clasificada como una de las 100 mujeres más inspiradoras del mundo por BBC 100 Women en 2021.

## Trayectoria
Karimyan se licenció en ingeniería civil por la Universidad de Herat. Trabajó como ingeniera en el proyecto ONU-Hábitat de las Naciones Unidas (ONU). En 2018, Karimyan y Sohail Karimi fundaron el Grupo Astronómico Kayhana. Cuando los talibanes se apoderaron de Afganistán en 2021, recibieron amenazas y tuvieron que huir. Cruzó la frontera hacia Pakistán para dirigirse a la embajada de Austria donde debía recoger una visa que le fue previamente otorgada para realizar estudios científicos. En el camino, fue capturada y golpeada por los talibanes. Cuando fue liberada, prosiguió con su viaje. Al llegar a la embajada austraica le negaron la visa. Un grupo de periodistas la ayudó y apeló al gobierno austriaco. El caso llamó la atención del Gobierno alemán, que le concedió un visado a Karimyan, dónde actualmente se encuentra refugiado en Alemania.

## Reconocimientos
En 2021, la BBC la incluyó en su lista de las 100 mujeres más inspiradoras del año. Ese mismo año, su proyecto estuvo entre los ganadores del concurso Telescopios de la Unión Astronómica Mundial para Todos (2021).